# 蘭陵笑笑生
蘭陵笑笑生（らんりょうしょうしょうせい、簡体字表記:兰陵笑笑生、本名不明、生没年不詳）は、中国明代の小説家・文人。中国四大奇書の一つ『金瓶梅』の作者である。『金瓶梅』が中国文学史上の傑作にもかかわらず、その実像はまったくわからない。中国では「蘭陵笑笑生は誰か」という論争が、現在にいたるまで続いている。中国の教科書においては作者不詳とされている。
蘭陵笑笑生は、明代の他の文人であったのではないかという別人説もある。中国金瓶梅学会の元副会長である呉敢によれば、王世貞・屠隆・李開先・徐渭・王穉登・賈三近らが蘭陵笑笑生と同一人物ではないかという説を挙げている。